# Iglesia Cristiana de Central Woodward
La Iglesia Cristiana de Central Woodward, ahora conocida como la Iglesia Bautista Misionera Histórica de Little Rock, es una iglesia neogótica ubicada en Detroit, la ciudad más grande del estado de Míchigan (Estados Unidos). Fue incluida en el Registro Nacional de Lugares Históricos en 1993.
Originalmente hogar de la Iglesia Cristiana Central Woodward, una congregación de Metro-Detroit afiliada a la Iglesia Cristiana ( Discípulos de Cristo ), fue vendida a la Iglesia Bautista Misionera de Little Rock cuando la congregación original se mudó a Troy, Míchigan.

## Edificio
La iglesia está construida en un estilo neogótico clásico de piedra caliza de Indiana y tiene un techo de pizarra, molduras de cobre y vidrieras. Los vitrales son un rasgo distintivo del edificio. Algunos fueron instalados por la congregación original de los Discípulos de Cristo. A. Kay Herbert diseñó dos ventanas, una que representa a George Washington y la otra a Abraham Lincoln sosteniendo la Proclamación de Emancipación. En la década de 1990, la congregación de Little Rock comenzó a instalar más ventanas para reemplazar las anteriores de vidrio transparente. Quizás la más conocida de estas ventanas es la ventana del púlpito afroamericano que representa a Richard Allen, Martin Luther King Jr., Jesse Jackson, CL Franklin y James Holley.

## Historia
Los Discípulos de Cristo llegaron a Detroit en 1846, cuando William Nay fundó una iglesia. En la década de 1890, la congregación había crecido lo suficiente como para construir una gran iglesia en el centro de Detroit. En 1926, dos congregaciones de Detroit, Central Christian Church y Woodward Christian Church, se fusionaron bajo el liderazgo de Edgar Dewitt Jones. Jones había sido llamado a servir como pastor de la Iglesia Cristiana Central en 1920 y se convirtió en pastor de la congregación fusionada en 1926. En 1928 se construyó un nuevo edificio en el sitio de la anterior Woodward Avenue Church para albergar a la creciente e influyente congregación. Contrataron al arquitecto George Mason para diseñar el edificio, que fue inaugurado en 1928.
A fines de la década de 1970, después de que la congregación se mudó de Detroit al suburbio norte de Troy, la iglesia construyó otro edificio en 3955 West Big Beaver Road en Troy, conservando el nombre de Central Woodward Christian Church (Discípulos de Cristo). La congregación ha tenido varios pastores desde que se mudó a Troy. En julio de 2008, Robert Cornwall se convirtió en el noveno pastor llamado para servir a la iglesia.
En 1978, el edificio en 9000 Woodward fue vendido a la Iglesia Bautista Misionera de Little Rock, una congregación principalmente afroamericana fundada en 1938. Hoy en día, la iglesia se conoce como 'La Iglesia Bautista Histórica de Little Rock'. Un marcador histórico del estado de Míchigan conmemora la iglesia.